# Issus lauri
Issus lauri är en insektsart som beskrevs av Ahrens 1814. Issus lauri ingår i släktet Issus och familjen sköldstritar. Inga underarter finns listade i Catalogue of Life.